# FC Astana-1964
Nezaměňovat s jiným kazachstánským fotbalovým klubem FC Astana.
FC Astana-1964 je zaniklý kazachstánský fotbalový klub sídlící v Astaně. Byl založen roku 1964 a v roce 2009 ohlásil bankrot, poté byl přeřazen z Premjer Ligasy (první kazachstánská liga) do 1. divize (druhá kazachstánská liga). Hřištěm klubu je stadion pojmenovaný po Kažymukanu Munaitpasovi s kapacitou 12 343 diváků.
Třikrát vyhrál Premjer Ligasy (2000, 2001, 2006) a třikrát získal kazachstánský fotbalový pohár (2000/01, 2002, 2005).

## Historické názvy
- 1964 : Dinamo Celinograd
- 1975 : Čelinnik Celinograd
- 1994 : Cesna Akmola
- 1996 : Celinnik Akmola
- 1997 : FK Astana
- 1999 : Ženis Astana
- 2006 : FK Astana
- 2009 : FC Namys Astana
- 2010 : FC Astana-1964